# Vũ Thành
Vũ Thành (sinh năm 1926 - mất năm 1987) là một nhạc sĩ tiền chiến Việt Nam, là tác giả ca khúc Giấc mơ hồi hương nổi tiếng qua giọng ca của ca sĩ Thái Thanh.

## Cuộc đời
Vũ Thành sinh năm 1926 tại Hà Nội.
Trước năm 1954, Vũ Thành là một công chức và là một nhạc trưởng trong ban nhạc "Việt Nhạc" của đài phát thanh Hà Nội. Năm 1956, ông viết ca khúc Giấc mơ hồi hương, được rất nhiều ca sĩ trình bày, và gắn liền với một số bạn trẻ thời đó. Giấc mơ hồi hương đã được Mộc Lan, Khánh Ngọc, Thái Thanh trình bày rất thành công trong băng Tú Quỳnh 10 của nhạc sĩ Phạm Mạnh Cương.Bài hát Giấc mơ hồi hương của ông nói về tâm trạng của hàng ngàn người di cư thời đó.

Bìa bản nhạc Giấc mơ hồi hương do Tinh Hoa xuất bản vào năm 1956.

Sau này, ông về làm nhạc trưởng của Quân lực Việt Nam Cộng hòa, giữa chức vụ chủ sự phòng văn nghệ Đài phát thanh Sài Gòn. Ông đã từng được 3 lần đạt giải thưởng Văn học Nghệ thuật.
Năm 1975, ông sang Hoa Kỳ và qua đời vào ngày 15 tháng 10 năm 1987 tại Maryland, Hoa Kỳ.
Ông còn là người soạn hòa âm của một số ca khúc của một số nhạc sĩ tiền chiến.

## Tác phẩm
- Cạn một hồ trường (concerto)
- Hoài hương dạ khúc
- Hương nhớ nhung
- Giấc mơ hồi hương (1956)
- Gió thoảng hương duyên (1951)
- Gửi áng mây hàng (1963)
- Mưa Sài Gòn
- Ngày tái ngộ
- Nhặt cánh sao rơi (1962)
- Nhớ bạn (1955)
- Say nhạc canh tàn
- Thầm ước một chiều
- Thụy khúc
- Tình xuân (1953)
- Về lại quê em